# 吉士駒
吉士 駒（きし の こま）は、飛鳥時代の豪族。名は糸（いと）とも。冠位は小山上。

## 出自
「吉士」は元々は古代朝鮮の「首長・族長」に由来する姓であり、転じて氏に変わったものとされている。外交事務で多く活躍している。『新撰姓氏録』では、吉志氏は「摂津国皇別」に分類され、「難波忌寸同祖，大彦命之後也」となっている。すなわち、阿倍氏と同族であると主張し、大嘗会には阿倍氏が難波吉士を率いて、吉志舞を奏する慣習が成立していた、という。6世紀以降は難波吉士系統の氏族が主流をしめ、本拠地は摂津国嶋下郡吉志部村（現在の大阪府吹田市岸部町）と推定される。

## 記録
白雉4年（653年）、遣唐第1船の大使、吉士長丹の副使として、計121人を率いて唐に派遣された。このときの位は小乙上であった。この時、南島路をとって唐に至ったものと考えられる。
翌年7月、百済・新羅の送使と共に「西海使」（にしのみちのつかい）として筑紫国に到着する。その後、唐で吉士長丹と共に天子に拝謁し、多くの文書と宝物を与えられたことを評価され、小山上を授けられた。